# Liatongus incurvicornis
Liatongus incurvicornis är en skalbaggsart som beskrevs av Leon Fairmaire 1887. Liatongus incurvicornis ingår i släktet Liatongus och familjen bladhorningar. Inga underarter finns listade i Catalogue of Life.